# Crayonantes
Le Festival Crayonantes était un festival consacré à la bande-dessinée créé en 2006 dans la ville de Nantes. Il a réuni chaque année au mois de décembre, les professionnels de la bande-dessinée et de l'Illustration.
Le Festival proposait une variété d'expositions, débats, rencontres et nombreuses séances de dédicace sur les deux jours de manifestation.
Au fil des éditions, l'association Taille-Crayon chargée du Festival a cherché à mettre en avant les artistes et auteurs locaux de la région Nantaise tout en invitant des dessinateurs et scénaristes réputés venant de toute la France.

## Histoire
L'idée de créer le premier festival de bande-dessinée se déroulant à Nantes provient de deux auteurs, Yanick Messager et Laurent Fouilloux, connu sous le nom de Foogy, accompagné d'un passionné du neuvième art Jack Geuffraud (créateur du fanzine Brin d'Herb). Entre octobre 2005 et décembre 2006, ces trois acteurs de la bande-dessinée travaillent au développement de ce festival notamment en réunissant de nombreux bénévoles, invitant des dessinateurs et auteurs et en intégrant des sponsors. La Ville de Nantes soutient alors le projet, ainsi que La région Pays de la Loire et La Direction départementale de la jeunesse et des sports.
La première édition à lieu du 9 au 10 décembre 2006. L'affiche est réalisée par Dominique Mainguy.
Pour cette première édition, le festival réunit de nombreux auteurs parmi lesquels: Erik Arnoux, Bruno Bazile, Loïc Bélom, Bruno Bertin, Jean-Yves Brouard, François Coulaud, Patrick Dumas, Foogy, Gégé, Gess, Stéphane Heurteau, Hiêttre, Jung, Thierry Laudrain, René Le Honzec, Erwan Le Saec, Dominique Mainguy, Yanick Messager, Jean-Marie Minguez, Arno Monin, Francis Nicole, Cyril Pedrosa ou encore Eric Sagot.
L'année 2010 a été particulière - la Manufacture étant en travaux - le festival s'est tenu au château des Ducs de Bretagne, avec une conférence de François Bourgeon, auteur de l'affiche.
Depuis l'édition 2012 des rencontres entre professionnels et amateurs sont organisées pour permettre à des auteurs "en herbe" de montrer leurs travaux à des éditeurs et des auteurs sur rendez-vous.
Dès 2015 le festival comptait entre 50 et 100 auteurs et artistes invités chaque édition.
Donatien Mary a fait l'objet d'une exposition au Festival.
Marty Planchais Le Prix Vick et Vicky en 2016 récompensant les jeunes auteurs.

## Editions

### Crayonantes 2006
Date : 9 décembre 2006 à la Manufacture des tabacs de Nantes
Auteur de l'affiche : Dominique Mainguy
Auteurs invités : Erik Arnoux, Bruno Bazile, Loïc Bélom, Bruno Bertin, Jean-Yves Brouard, François Coulaud, Patrick Dumas, Foogy, Gégé, Gess, Stéphane Heurteau, Hiêttre, Jung, Thierry Laudrain, René Le Honzec, Erwan le Saec, Dominique Mainguy, Yanick Messager, Jean-Marie Minguez, Arno Monin, Francis Nicole, Cyril Pedrosa, Eric Sagot.

### Crayonantes 2007
Dates : 8 et 9 décembre 2007 à la Manufacture des tabacs de Nantes
Auteur de l'affiche : Arno Monin
Auteurs invités : Bruno Bertin, Davoz, Thibaud De Rochebrune, Stéphane Duval, Foogy, Gess, Nicolas Guenet, Jaap de Boer, Jeronaton, Ketch, Cyril Knittel, Thierry Laudrain, Dominique Mainguy, Yanick Messager, Jean-Marie Michaud, Arno Monin, Morgann, François Plisson, Jean-Philippe Pogut, Jeff Pourquié, Fred Simon, Hervé Tanquerelle, Damien Vanders.

### Crayonantes 2008
Dates : 6 et 7 décembre 2008 à la Manufacture des tabacs de Nantes
Auteur de l'affiche : Raphaël B
Animations : Après-midi scolaire le vendredi.
Auteurs invités : Dimitri Armand, Crisse, F’Murr, Jaap de Boer, Philippe Luguy, Yanick Messager, Jean-Marie Michaud, Thimothée Montaigne, Morgann Tanco, Raphaël B., Lucien Rollin, Hervé Tanquerelle, Guillaume Bouzard, Brüno, Arno Monin, Dominique Mainguy, Jean-Pierre Danard, Luc Turlan
|Expositions Raphaël B, Morgann Tanco et Luc Turlan.

### Crayonantes 2009
Dates : 12 et 13 décembre 2009 à la Manufacture des tabacs de Nantes
Auteur de l'affiche : Morgann Tanco
Expositions : Alizon et Leroy ; Bruno Brucero; Timothée Montaigne.
Animations : Projections de films, conférences, atelier maquettes de héros de BD en résine ; Après-midi scolaire le vendredi.
Auteurs invités : Alexe, Dimitri Armand, Karine Bernadou, Bruno Bertin, Florent Bossard, Bruno Brucero, Cécily, Colonel Moutarde, Denys, Tatania Domas, Stéphane Duval, Gess, François Gomès, Thierry Laudrain, Erwan Le Saëc, Jérôme Lereculey, Ingrid Liman, Philippe Luguy, Dominique Mainguy, Yanick Messager, Jean-Marie Michaud, Arno Monin, Timothée Montaigne, Morgann Tanco, Jean-Louis Pesch, Raphaël B, Fred Simon, Patrick Sobral, Olivier Supiot, Damien Vanders, Sébastien Viozat.

### Crayonantes 2010
Dates : 10 et 11 décembre 2010 au Château des Ducs de Bretagne.
Auteur de l'affiche : François Bourgeon
Conférence :  François Bourgeon et l'historien Alain Croix.
Expositions :  Alexe, Fred Simon et Zanapa.
Animations :  Atelier dessin (Dominique Mainguy), Atelier d’écriture (Nadia Gypteau), Elfie (Speed-painting).
Fanzines :  Chacal Prod, BD Associées et Bd Mon Azur.

### Crayonantes 2011
Dates : 10 et 11 décembre 2011 à la Manufacture des tabacs de Nantes
Auteur de l'affiche : Ingrid Liman 
Conférence :  BD et arts numériques par le dessinateur Gess.
Exposition :  Ingrid Liman ; 
Animations :  Atelier manga (No-Xice). Atelier dessin enfants (Aude Maure).
Projection :  "Wonder Landes", court-métrage de Morgann Tanco et Stephan.
Auteurs invités : Dimitri Armand, Jean Barbaud, Daniel Bardet, Bruno Bazile, Denis Bechu, Karine Bernadou, Bruno Bertin, Benjamin Carre, Raphaël B, Ceyles, Ludovic Danjou, Denys, Djet, Benoit Du Peloux, Christelle Galland, Paul Gastine, Jean-Charles Gaudin, Gess, Nicolas Guenet, Cyril Knittel, Jean-Charles Kraehn, Krystel, Bruno Le Floc’H, Joël Le Gars, Ingrid Liman, Dominique Mainguy, Aude Maurel, Marek, Arno Monin, Thimotée Montaigne, Rosalys, Gaël Sejourne, Erwan Seure-Le Bihan, Nicolas Siner, Jean Sole, Souillon, Morgann Tanco, Tregis

### Crayonantes 2012
Dates : 8 et 9 décembre 2012 à la Manufacture des tabacs de Nantes
Auteur de l'affiche :  Jean-Charles Poupard
Conférences :  Les comics (Thierry Mornet, responsable Comics chez Delcourt). Interview du dessinateur Kevin O’Neill par Sullivan Rouaud. Le métier d’éditeur animée par Audrey Alwett et Thierry Ragon.
Expositions :  Planches originales de comics. Luc Turlan sur le thème du cirque. Jean-Charles Poupard.
Animations :  Atelier Manga (No-Xice).
Projections :  "La révolution des crabes" et "Géraldine", courts-métrages de Arthur de Pins
Auteurs invités : Alexe, Audrey Alwett, Beno, Fred Besson, Florent Bossard, Olivier Brazao, Guillaume Carreau, Florence Cestac, Frédéric Coicault, Crisse, Ludovic Danjou, Arthur De Pins, Julien Delval, Djet, Djian, Aurélien Ducoudray, Erlé Ferronniere, Juliette Fournier, Christelle Galland, Gess, Thomas Gochi, François Gomes, Tib Gordon, Fabien Grolleau, Jean-Paul Krassinsky, Laurent Lefeuvre, Nathaniel Legendre, Dominique Mainguy, Marek, Mary-Loup, Yanick Messager, Jean-Marie Minguez, Arno Monin, Sébastien Morice, Thierry Mornet, Kevin O’Neill, Serge Perrotin, Jean-Charles Poupard, Olivier Schwartz, Stan Silas, Morgann Tanco, Béatrice Tillier, Luc Turlan, Sébastien Viozat

### Crayonantes 2013
Dates : 9 et 10 décembre 2013 à la Manufacture des tabacs de Nantes
,,
Auteur de l'affiche :  Alexe
Conférences :  Expo-conférence sur la BD Africaine par Christophe Cassiau-Haurie ; Icar à l'adresse des élèves malentendants de l’école La Persagotière et Nantes LSF ; les avancées de la bande dessinée numérique par l’association Professeur Cyclope
Expositions :  Alexe, Eric Sagot & Fabien Vehlmann
Animations :  Atelier dessin enfants animés par Arcto Picto. Atelier manga animé par l’association No-Xice.
Projections :  "Peter", court-métrage de Nicolas Duval ; "Sous les bulles, l’autre visage de la BD" de Maiana Bidegain ; "L’Histoire de la page 52″ de Avril Tambouret avec Jean-Charles Mézières.
Auteurs Invités : Alexe, Bruno Bazile, Bruno Bertin, Florent Bossard, Olivier Brazao, Barbara Brun, Christophe Cassiau-Haurie, Joris Chamblain, Fleur Claireux, Johann Corgié, Brice Cossu, Jean-Pierre Danard, Maëlle Delavaud-Couëdel, Nicolas Demare, Serge Diantantu, Joëlle Esso, Foogy, Jean-Charles Gaudin, Gérard Guero, Icar, Lilidoll, Ingrid Liman, Philippe Luguy, Dominique Mainguy, Al’ Mata, Simon-Pierre Mbumbo, Jean-Marie Michaud, Jean-Marie Minguez, Christophe Ngalle Edimo, Bérangère Orieux, Serge Perrotin, Arnaud Poitevin, Emmanuel Ristord, Eric Sagot, Richard De Saint-Martin, Gaël Sejourne, Alexis Sentenac, Franck Tacito, Lucile Thibaudier, Béatrice Tillier, Cyril Trichet, Luc Turlan, Sébastien Viozat, Zanapa.

### Crayonantes 2014
Dates : 13 et 14 décembre 2014 à la Manufacture des tabacs de Nantes
,
Auteur de l'affiche : Dimitri Armand
Expositions :  Clichés de Bosnie de Aurélien Ducoudray et François Ravard ; Dimitri Armand ; Le fantôme de Canterville de Barbara Brun ; Tif et Tondu 75 ans par Yann Blake 
,,,, ; 
Auteurs invités : Dimitri Armand, Alexe, Mélanie Allag, Beno, Bruno Bertin, Raphaël Beuchot, Barbara Brun, Chami, Fred Coicault, Alexandre Day, Dobbs, Saeko Doyle, Aurélien Ducoudray, Elodie Dumoulin, Amélie Flechais, Anaïs Goldemberg, Rémi Guerin, Jérome Hamon, Christophe Hoyas, Eric Ivars, Erik Juszezak, Krystel, Cyrille Launais, Eric Le Berre, Guillaume Lebigot, Elfie Lebouleux, Giuseppe Liotti, Dominique Mainguy, Al’Mata, Yanick Messager, Jean-Marie Michaud, Arno Monin, Marc Moreno, Bastien Orenge, François Ravard, Sylvain Ricard, Paul Samanos, Ood Serriere, Shong, Fred Simon, Vincent Sorel, Julien Telo, Thomas Verguet, Sébastien Vassant

### Crayonantes 2015
Dates : 12 et 13 décembre 2015 à la Manufacture des tabacs de Nantes ,
Auteur de l'affiche :  Dzack
Conférences :  École Pivaut ; Vide-Cocagne (éditeur).
Master-class :  Barbara Brun (illustratrice), Jérôme Félix (scénariste) et Laurent Boileau (réalisateur)
Auteurs invités : Ludwig Alizon, Bruno Bertin, Stéphane Bileau, Christophe Boncens, Franck Bonnet, Aurélien Boulé, Bruno Brucero, Barbara Brun, Christopher, Frédéric Coicault, Elodie Coudray, Dav, François Dermaut, Dobbs, Régis Donsimoni, Elodie Dumoulin, Benoît Du Peloux, Dzack, Jérôme Félix, Cosimo Ferri, Erlé Ferroniere, Foogy, Gess, Anaïs Goldemberg, Stéphane Heurteau, Erik Juszezak, Thierry Laudrain, Cyrille Launais, Florian Le Priol, Etienne Le Roux, Erwan le Saec, Laurent Lefeuvre, Philippe Luguy, Dominique Mainguy, Chris Malgrain, Maliki, Yanick Messager, Jean-Marie Minguez, Mathieu Moreau, Sébastien Morice, Guillaume Néel, Stéphane Perger, Frédéric Peynet, Gaël Sejourné, Stan Silas, Franck Tacito, Paulette Taecke, Cyril Trichet, Zanapa.

### Crayonantes 2016
Dates : 11 et 12 décembre 2016 à la Manufacture des tabacs de Nantes 
Auteur de l'affiche : François Dermaut
Expositions :  Ingrid Liman (Une vie à écrire) ; Arno Monin (L'adoption) ; Raphaël Beuchot (Un tout petit bout d'elles) et Anaïs Goldemberg (Une saison chez les sorcières).
Projections :  Pif, l’envers du gadget de Guillaume Podrovnik.
Auteurs invités : Philbé (Philippe Béranger) pour Le Juste Prix, Arno Monin, Raphaël Beuchot, Alexe, Dominique Mainguy, Marty Planchais (Petit bourreau de Montfleury), Luc Turlan, Chloé Vollmer-Lo, Eric Ivars.